# 爱德华·纳塔佩

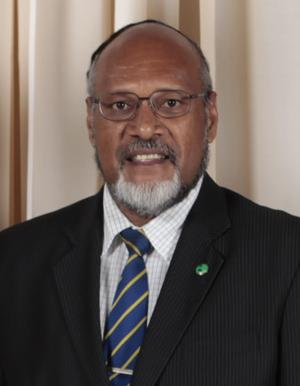
爱德华·纳塔佩

爱德华·纳塔佩（Edward Natapei，1954年7月17日—2015年7月28日），为瓦努阿图政治家，瓦努阿图前总理。曾三次担任总理。他是瓦努阿库党的现任领导人。

## 生平
1983年，爱德华·纳塔佩首次进入议会。1996年，担任议会发言人。1999年，当选为瓦努阿库党的领导人。